# پنتلیمن ارهان
پنتلیمن ارهان (انگلیسی: Pantelimon Erhan؛ ۱۸۸۴ – آوریل/مه ۱۹۷۱) سیاست‌مدار اهل مولداوی بود.
پنتلیمن ارهان در آوریل یا مه ۱۹۷۱، در سن ۸۷ سالگی در بخارست درگذشت.